# Francesco D'Ippolito
Francesco D'Ippolito (Genova, 23 dicembre 1974) è un fumettista italiano.

## Carriera
Allievo di Giovan Battista Carpi e Andrea Freccero, inizia a lavorare per il settimanale Topolino nel 2002 pubblicando una serie di autoconclusive e una storia breve intitolata Qui Quo Qua e l'oro metropolitano. Da allora continua a disegnare per il settimanale in qualità di fumettista e di copertinista, collaborando alle serie DoubleDuck, Spookyzone, scritta da Stefano Ambrosio, la saga K-diari del Klondike, scritta da Luca Barbieri, e la saga fantasy Ducktopia, scritta a due mani da Licia Troisi e Francesco Artibani.
Oltre a Topolino, ha lavorato a libri della serie Geronimo Stilton, a due albi della serie Dragonero Adventures e sulle testate Picsou Magazine e Le Journal de Mickey.
È docente presso l'Accademia Ligustica di Belle Arti di Genova e la Scuola Internazionale di Comics a Genova.

## Riconoscimenti
- Premio U Giancu
  - 2023 – Miglior disegnatore umoristico[3]